# Lanthanusa
Lanthanusa is een geslacht van libellen (Odonata) uit de familie van de korenbouten (Libellulidae).

## Soorten
Lanthanusa omvat 5 soorten:
- Lanthanusa cyclopica Ris, 1912
- Lanthanusa donaldi Lieftinck, 1955
- Lanthanusa lamberti Lieftinck, 1942
- Lanthanusa richardi Lieftinck, 1942
- Lanthanusa sufficiens Lieftinck, 1955